# Psaenythia gerstaeckeri
Psaenythia gerstaeckeri là một loài Hymenoptera trong họ Andrenidae. Loài này được Friese mô tả khoa học năm 1908.